# Stargirl (seriál)
Stargirl je americký dramatický televizní seriál, natočený na motivy příběhu o komiksové superhrdince Stargirl vydavatelství DC Comics. Autorem seriálu je Geoff Johns. Vysílán je od 18. května 2020. První série byla premiérově zveřejněna na streamovací platformě DC Universe, od druhé řady je seriál vysílán na stanici The CW.

## Příběh
Středoškolačka Courtney Whitmoreová objeví Kosmickou hůl, díky které získá mocné schopnosti. Zjistí také, že její nevlastní otec Pat Dugan býval pomocníkem superhrdiny Starmana, který tuto hůl používal, což ji inspiruje k hrdinským činům. V první řadě musí se svými novými kamarády v městečku Blue Valley v Nebrasce čelit skupině padouchů pod vedením Iciclea a Brainwavea. Druhá série se zaměřuje na jejich souboj se záhadnou entitou Eclipso.

## Obsazení
- Brec Bassinger (český dabing: Barbora Šedivá) jako Courtney Whitmoreová / Stargirl
- Yvette Monreal (český dabing: Viktorie Taberyová) jako Yolanda Montezová / Wildcat II
- Anjelika Washington (český dabing: Štěpánka Fingerhutová) jako Beth Chapelová / Doctor Mid-Nite II
- Cameron Gellman (český dabing: Jan Battěk) jako Rick Tyler / Hourman II
- Trae Romano (český dabing: Matěj Havelka) jako Mike Dugan
- Jake Austin Walker (český dabing: Petr Neskusil) jako Henry King Jr. (1. řada, jako host ve 2. řadě)
- Meg DeLacy (český dabing: Milada Vaňkátová) jako Cindy Burmanová / Shiv
- Neil Jackson (český dabing: Viktor Dvořák) jako Jordan Mahkent / Icicle (1. řada, jako host ve 2. řadě)
- Christopher James Baker (český dabing: Jakub Saic) jako Henry King Sr. / Brainwave (1. řada, jako host ve 2. řadě)
- Amy Smart (český dabing: Tereza Martinková) jako Barbara Whitmoreová
- Luke Wilson (český dabing: Filip Jančík) jako Pat Dugan / S.T.R.I.P.E.
- Hunter Sansone (český dabing: ?) jako Cameron Mahkent
- Nick Tarabay (český dabing: ?) jako Eclipso (2. řada)

## Vysílání
| Řada | Díly          | Zveřejnění v USA | Zveřejnění v USA  | Premiéra v ČR  | Premiéra v ČR      | Stanice v USA |
| Řada | Díly          | První díl        | Poslední díl      | První díl      | Poslední díl       | Stanice v USA |
| ---- | ------------- | ---------------- | ----------------- | -------------- | ------------------ | ------------- |
| 1    | 13            | 18. května 2020  | 10. srpna 2020    | 5. září 2020   | 28. listopadu 2020 | DC Universe   |
| 2    | 13            | 10. srpna 2021   | 2. listopadu 2021 | 10. října 2021 | 19. prosince 2021  | The CW        |
| 3    | bude oznámeno | bude oznámeno    | bude oznámeno     | bude oznámeno  | bude oznámeno      | The CW        |

V červenci 2018 byla uvedena informace o objednání třináctidílného seriálu o Stargirl ze strany připravované streamovací platformy DC Universe. Úvodní díl seriálu Stargirl byl zveřejněn 18. května 2020, hned následující den proběhla televizní repríza na stanici The CW. O jeden den opožděné televizní vysílání zveřejněných dílů takto pokračovalo po celou první řadu. V červenci 2020 oznámila stanice The CW, že objednává druhou řadu seriálu určenou výhradně pro tuto televizi. Její první díl měl premiéru 10. srpna 2021. Již v květnu 2021 byla zveřejněna informace, že The CW objednala třetí sérii.